# Jeff Van Gundy
Jeffrey William "Jeff" Van Gundy (Hemet, California, 19 de enero de 1962) es un entrenador de baloncesto estadounidense.
Es hermano del también entrenador de la NBA Stan Van Gundy (n. 1959).

## Carrera

### Inicios
Asisitó a la universidad de Yale antes de ser trasnferido al Menlo Junior College. Allí comenzó jugando pero finalmente se graduó en el Nazareth College (1985).

### Entrenador
En 1985 comenzó su carrera como entrenador de baloncesto en el Instituto McQuaid Jesuit en Rochester, Nueva York. El siguiente año, se convirtió en asistente de Rick Pitino en el colegio Providence, ayudando a los Friars a alcanzar la Final Four. En su segunda temporada en Providence, fue promocionado a asistente del entrenador por aquel entonces Gordon Chiesa. La siguiente temporada fue asistente del entrenador Bob Wenzel en los Rutgers.
El 28 de julio de 1989, Jeff Van Gundy comenzó a trabajar como asistente del entrenador en los New York Knicks. Durante las siguientes seis temporadas y media prestaría ayuda a Stu Jackson (1989-1990), John MacLeod (1990-1991) , Pat Riley (1991-1995) y Don Nelson (1995-1996). Los Knicks nunca terminarían por debajo del tercer puesto en la División del Atlántico, ganando tres títulos de división y clasificándose para los playoffs todos los años durante la estancia de Van Gundy. The Knicks avanzaron hasta las finales de la Conferencia Este en 1993 y hasta la Final de la NBA ante los Houston Rockets en 1994.
Desde el día 8 de marzo de 1996 hasta su renuncia el 8 de diciembre de 2001, Van Gundy fue el entrenador principal de los New York Knicks. Él lideró a los Knicks a los playoffs en seis ocasiones, incluyendo una aparición en las finales de la NBA de 1999.
El 18 de mayo de 2007, Van Gundy fue despedido de su posición como entrenador principal de los Houston Rockets después de perder el séptimo partido de primera ronda ante Utah Jazz. Después de esa noche, Van Gundy fue analista invitado en ESPN para retransmitir el partidoUtah Jazz-San Antonio Spurs en San Antonio, Texas y además ayudó en el resto de playoffs. Los comentarios de Van Gundy durante las finales de la NBA fueron considerados excelentes.
El 14 de octubre de 2023, se une a los Boston Celtics como asesor del general manager, Brad Stevens. Esa temporada los Celtics vencieron en las finales a Dallas Mavericks ganando el anillo NBA.
A finales de junio de 2024 se hace oficial el acuerdo con Los Angeles Clippers para convertirse en el asistente principal de Tyronn Lue.

### Estadísticas como entrenador
| Equipo    | Año       | Liga Regular | Liga Regular | Liga Regular | Liga Regular | Liga Regular                     | Playoffs | Playoffs | Playoffs    | Playoffs               |
| Equipo    | Año       | Partidos     | Ganados      | Perdidos     | % victorias  | Clasificado                      | Ganados  | Perdidos | % victorias | Resultado              |
| --------- | --------- | ------------ | ------------ | ------------ | ------------ | -------------------------------- | -------- | -------- | ----------- | ---------------------- |
| NY        | 95/96     | 23           | 13           | 10           | .565         | 2.o en la División del Atlántico | 4        | 4        | .500        | Semifinales de Conf.   |
| NY        | 96/97     | 82           | 57           | 25           | .695         | 2.o en la División del Atlántico | 6        | 4        | .600        | Semifinales de Conf.   |
| NY        | 97/98     | 82           | 43           | 39           | .524         | 2.o en la División del Atlántico | 4        | 6        | .400        | Semifinales de Conf.   |
| NY        | 98/99     | 50           | 27           | 23           | .540         | 4.o en la División del Atlántico | 12       | 8        | .600        | Finales NBA            |
| NY        | 99/00     | 82           | 50           | 32           | .610         | 1.o en la División del Atlántico | 9        | 7        | .563        | Finales de Conferencia |
| NY        | 00/01     | 82           | 48           | 34           | .585         | 3.o en la División del Atlántico | 2        | 3        | .400        | Primera Ronda          |
| NY        | 01/02     | 19           | 10           | 9            | .526         | -                                | -        | -        | -           | -                      |
| NY Total  | NY Total  | 420          | 248          | 172          | .590         | -                                | 37       | 32       | .536        | -                      |
| HOU       | 03/04     | 82           | 45           | 37           | .540         | 5.o en la División Medio Oeste   | 1        | 4        | .200        | Primera Ronda          |
| HOU       | 04/05     | 82           | 51           | 31           | .610         | 3.o en la División Suroeste      | 3        | 4        | .429        | Primera Ronda          |
| HOU       | 05/06     | 82           | 34           | 48           | .415         | 5.o en la División Suroeste      | -        | -        | -           | -                      |
| HOU       | 06/07     | 82           | 52           | 30           | .634         | 3.o en la División Suroeste      | 3        | 4        | .429        | Primera Ronda          |
| HOU Total | HOU Total | 328          | 182          | 146          | .555         | -                                | 7        | 12       | .368        | -                      |
| Total     | Total     | 748          | 430          | 318          | .575         | -                                | 44       | 44       | .500        | -                      |

## Incidentes
"JVG", como también es llamado en Internet, formó parte de una escena memorable en los playoffs de 1998 en un partido entre los New York Knicks y Miami Heat. Cuando Alonzo Mourning, de los Heat, y el jugador de los Knicks Larry Johnson se enzarzaron en una violenta reyerta, Van Gundy sin éxito intentó acabar con la pelea. Fue golpeado y Mourning lo arrastró por la pista. Este enfrentamiento marcó la rivalidad entre Knicks y Heat. Van Gundy sufrió un golpe en su cabeza y necesitó puntos.
En los playoffs de 1999, se hablaba mucho de que Jeff Van Gundy sería despedido después de la temporada y que sería remplazado por el entrenador de los Bulls y antiguo jugador de los Knicks, Phil Jackson. Pero como octavo clasificado en los playoffs, todavía quedaba una pequeña esperanza. Los Knicks consiguieron ese año llegar a las finales, haciendo imposible a los directivos despedir a Van Gundy sin crear malas relaciones con la afición.
En 2001, en un partido contra San Antonio Spurs, Danny Ferry tuvo un roce con Marcus Camby. Mientras hablabla con el árbitro, Camby perdió el control y decidió darle un puñetazo a Ferry. Al instante de golpear a Ferry, Camby había perdido totalmente el control y golpeó a su entrenador Van Gundy. Van Gundy decidió meterse en medio para intervenir y parar la pelea pero fue golpeado en el lado izquierdo de su cara lo que hizo que comenzase a sangrar.
En mayo de 2005, fue multado (100,000$) por la NBA por acusar a los árbitros de investigar las acciones de Yao Ming en la pista, por recomendación del propietario de los Dallas Mavericks, Mark Cuban. Es la mayor multa que ha recibido un entrenador en la historia de la NBA.